# Jean-Christophe Bahebeck
Jean-Christophe Bahebeck (* 1. Mai 1993 in Saint-Denis) ist ein französischer Fußballspieler kamerunischer Abstammung. 

## Geburt und Familie
Jean-Christophe Bahebeck kam 1993 im Pariser Vorort Saint-Denis zur Welt; seine Eltern stammen aus Kamerun.

## Karriere

### Verein
Jean-Christophe Bahebeck begann mit dem Fußball 2000 in der Jugend von Persan C.S. ML. 2003 verließ er den Klub. Es dauerte  nicht lange bis Bahebeck einen neuen Klub fand; dann ging er in die Jugend vom US Persan. 2007 wechselte er in die Jugend von Paris Saint-Germain. Seit Anfang des Jahres 2011 steht Bahebeck auch im Kader der Profimannschaft. Sein Debüt in der Profimannschaft gab er am 2. März 2011. Beim 2:0-Sieg im Viertelfinale des französischen Fußballpokals gegen den FC Le Mans wurde Bahebeck in der 76. Minute für Mevlüt Erdinç eingewechselt; bei seinem Debüt in der Profimannschaft traf er zum 1:0. Drei Tage später kam er zu seinen ersten Einsatz in der Ligue 1; bei der 0:1-Niederlage am 26. Spieltag gegen AJ Auxerre wurde Bahebeck in der 71. Minute für Péguy Luyindula eingewechselt. Bis zum Saisonende kam Bahebeck in zehn weiteren Spielen zum Einsatz, wobei er dort neun Mal eingewechselt wurde. Im Pokalwettbewerb kam man bis ins Finale, das man gegen den OSC Lille verlor. Im Finale blieb Bahebeck ein Einsatz verwehrt und er saß nur auf der Bank. In der Liga belegte Paris Saint-Germain am Ende den vierten Tabellenplatz, was gleichbedeutend mit der Qualifikation für die Play-offs zur UEFA Europa League war. In den Play-offs konnte man sich gegen den luxemburgischen Vertreter FC Differdingen 03 durchsetzen; im Hinspiel erzielte Bahebeck einen Treffer. Dadurch gelang man in die Gruppenphase. Sein Europapokaldebüt gab Bahebeck am 29. September 2011. Bei der 0:2-Niederlage der Pariser gegen Athletic Bilbao wurde Bahebeck in der 58. Minute für Javier Pastore eingewechselt. Am Ende der Gruppenphase stand das Ausscheiden für PSG. Bahebeck kam in der Gruppenphase zu vier Einsätzen. Zur Saison 2012/13 wechselte Bahebeck auf Leihbasis zum ES Troyes AC. Zur Saison 2013/14 wurde er an den FC Valenciennes weiterverliehen. Zur Saison 2015/16 wurde Bahebeck an AS Saint-Étienne ausgeliehen. Es folgten Leihgeschäfte zu Delfino Pescara 1936 und dem FC Utrecht. Anfang Oktober 2020, kurz vor Ende des wegen der COVID-19-Pandemie verlängerten Transferfenster wechselte er zum FK Partizan Belgrad und unterschrieb dort einen Vertrag mit einer Laufzeit bis Sommer 2023. Doch schon anderthalb Jahre später ging er weiter zu Atlético Palmaflor nach Bolivien.

### Nationalmannschaft
Von 2010 bis 2014 absolvierte Bahebeck insgesamt 41 Partien für diverse französische Jugendnationalmannschaften und erzielte dabei sieben Treffer. Mit der U-20-Auswahl gewann er 2013 die Weltmeisterschaft in der Türkei.

## Erfolge
- U-20-Weltmeister: 2013
- Französischer Superpokalsieger: 2014, 2015
- Französischer Meister: 2015
- Französischer Pokalsieger: 2015
- Französischer Ligapokalsieger: 2015